# Aktivační energie
Aktivační energie je minimální energie, kterou musí mít částice reagujících látek, aby při jejich srážce mohlo dojít k chemické reakci. Zjednodušeně je to energie potřebná k zahájení chemické reakce. Nejčastěji se značí Ea a její jednotkou je kJ/mol.
U řady chemických reakcí mají částice při srážce dostatečnou energii na to, aby mohly hned reagovat. U některých musí být energie dodána (například zahřátím), aby dosáhla hodnoty aktivační energie.

## Mechanismus chemických reakcí
Jsou dvě základní teorie mechanismu chemických reakcí – teorie aktivních srážek a teorie aktivovaného komplexu. Obě vycházejí se stejných předpokladů. Aby mohly ionty, atomy nebo molekuly navzájem zreagovat, musí mezi nimi dojít ke srážce, při které musejí mít příznivou polohu a srazit se s dostatečnou energií - aktivační energií. Obecně platí, že reakce nejpravděpodobněji probíhají mechanismem, který má nejnižší aktivační energii.
Dostatečná energie k reakci je určena součtem kinetické a potenciální energie částice. Kinetická energie částice je dána jejím pohybem v prostoru. Potencionální energie je ovlivněna více složkami, zásadní je rotační a vibrační energie částice. Při srážce molekul dochází k tomu, že se kinetická energie přemění na potenciální.
Například atomy v molekule se periodicky přibližují nebo vzdalují, tedy kmitají nebo vibrují. Při srážce molekul se zvětší rotace a vibrace atomů v molekule a při dostatečné energii může dojít k rozštěpení vazby a vzniku vazby nové.

## Teorie aktivních srážek

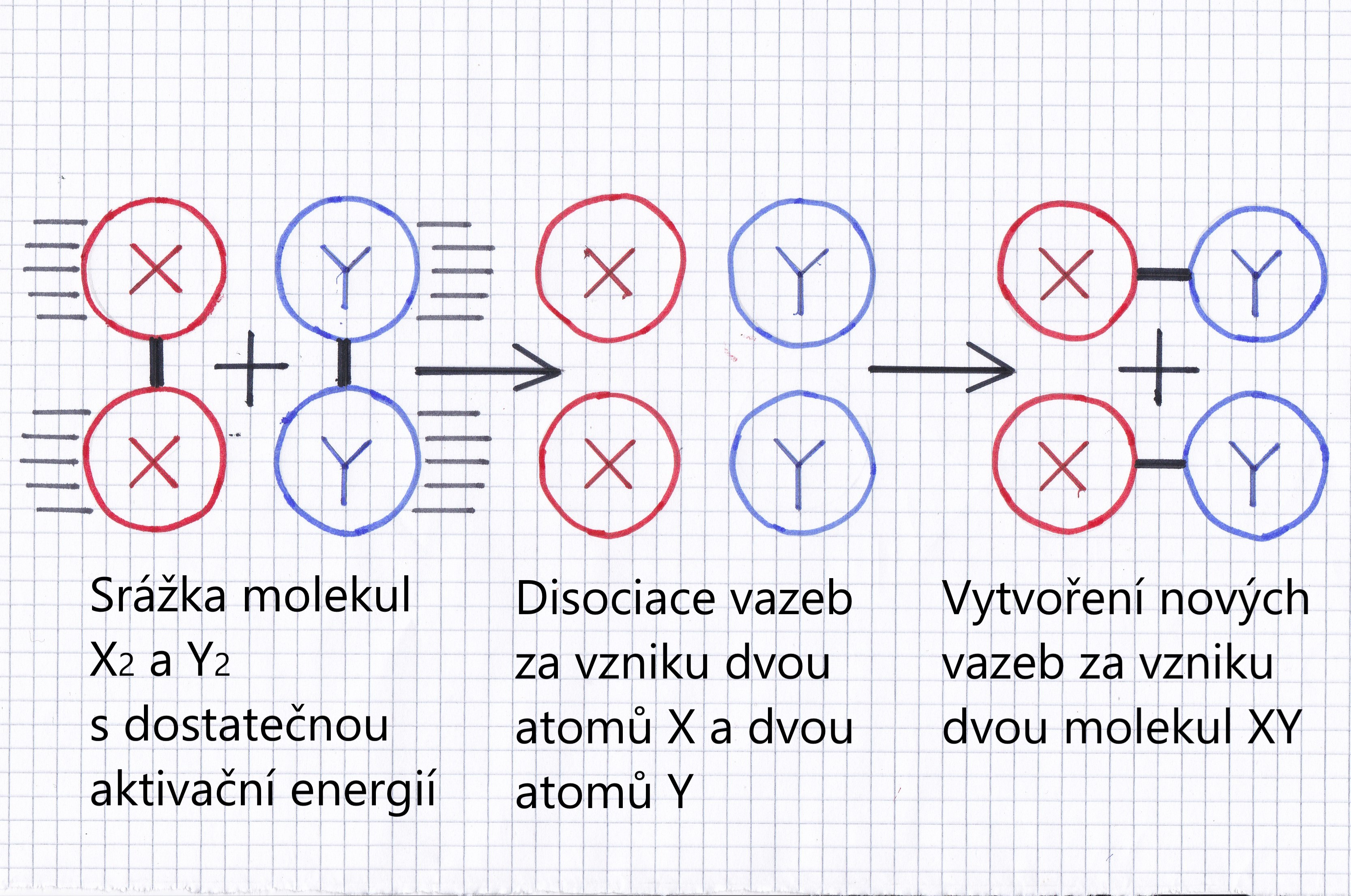
Schéma chemické reakce pro teorii aktivních srážek

Teorie aktivních srážek předpokládá, že po srážce molekul při dostatečné aktivační energii dojde nejprve k jejich rozštěpení (disociaci) na atomy a ty se pak sloučí v novou molekulu. Na obrázku jsou znázorněny tyto tři fáze chemické reakce.

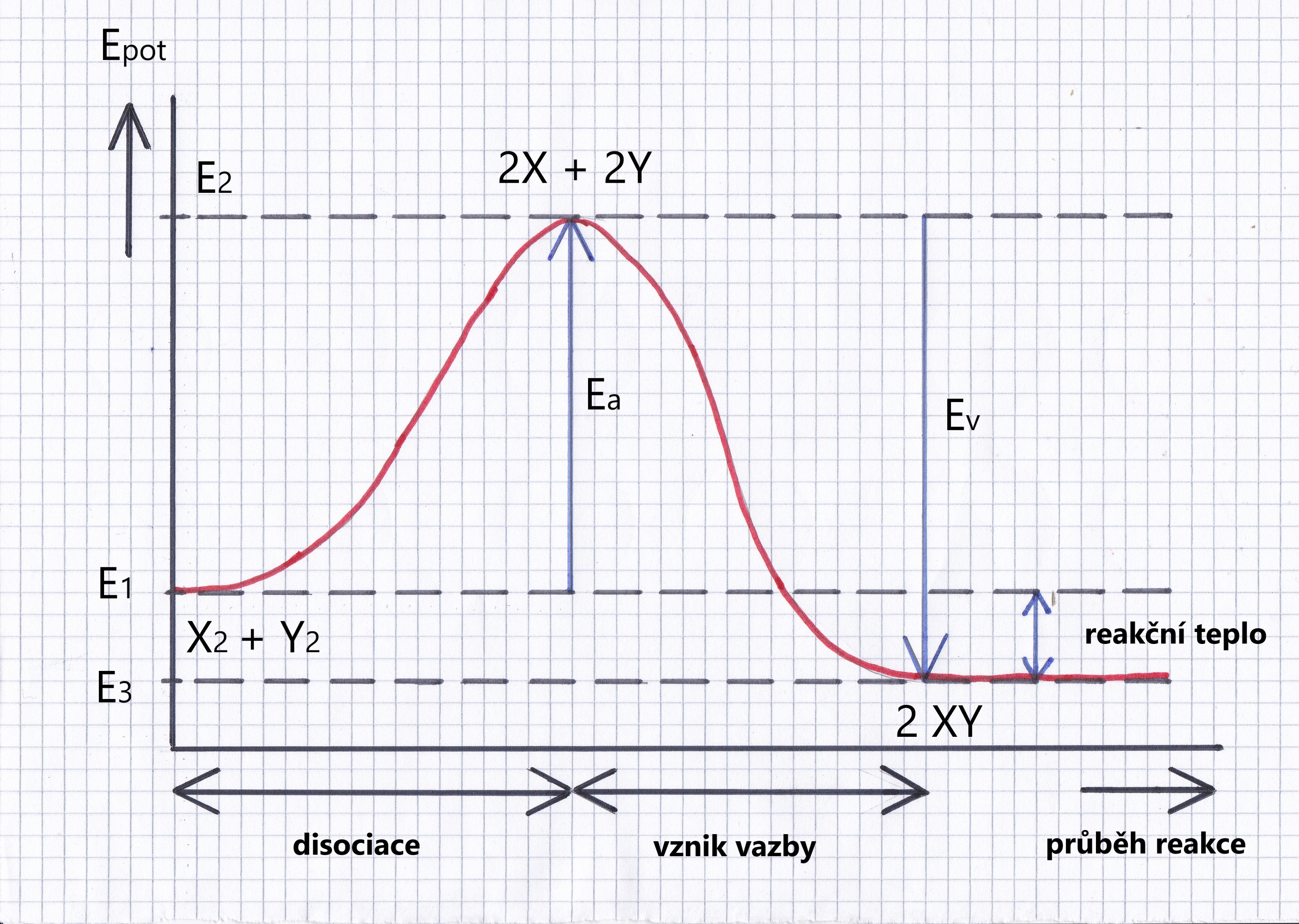
Graf pro teorii aktivních srážek

Graf znázorňuje průběh reakce molekuly X2 s molekulou Y2 za vzniku dvou molekul XY v závislosti na potenciální energii:
- E1 je potenciální energie původní molekuly
- E2 je potenciální bariéra pro rozštěpení molekuly
- E3 je potenciální energie vzniklé molekuly
- Ea je aktivační energie, nejmenší energie pro dosažení potenciální bariery
- Ev je uvolněná vazebná energie vzniklé molekuly

Na počátku mají molekuly X2 a Y2 celkovou potenciální energii E1. K rozštěpení (disociaci) molekul může dojít, jestliže dojde ke srážce a energie molekul překročí potenciální barieru E2. Nejmenší možné množství energie, které je třeba k rozštěpení molekul je aktivační energie Ea. Disociované atomy 2X a 2Y se pak sloučí na dvě molekuly XY za uvolnění vazebné energie Ev. Rozdíl mezi spotřebovanou akční energií a vazebnou energií je reakční teplo ∆H:
∆H = Ea - Ev (kJ/mol)

## Teorie aktivovaného komplexu

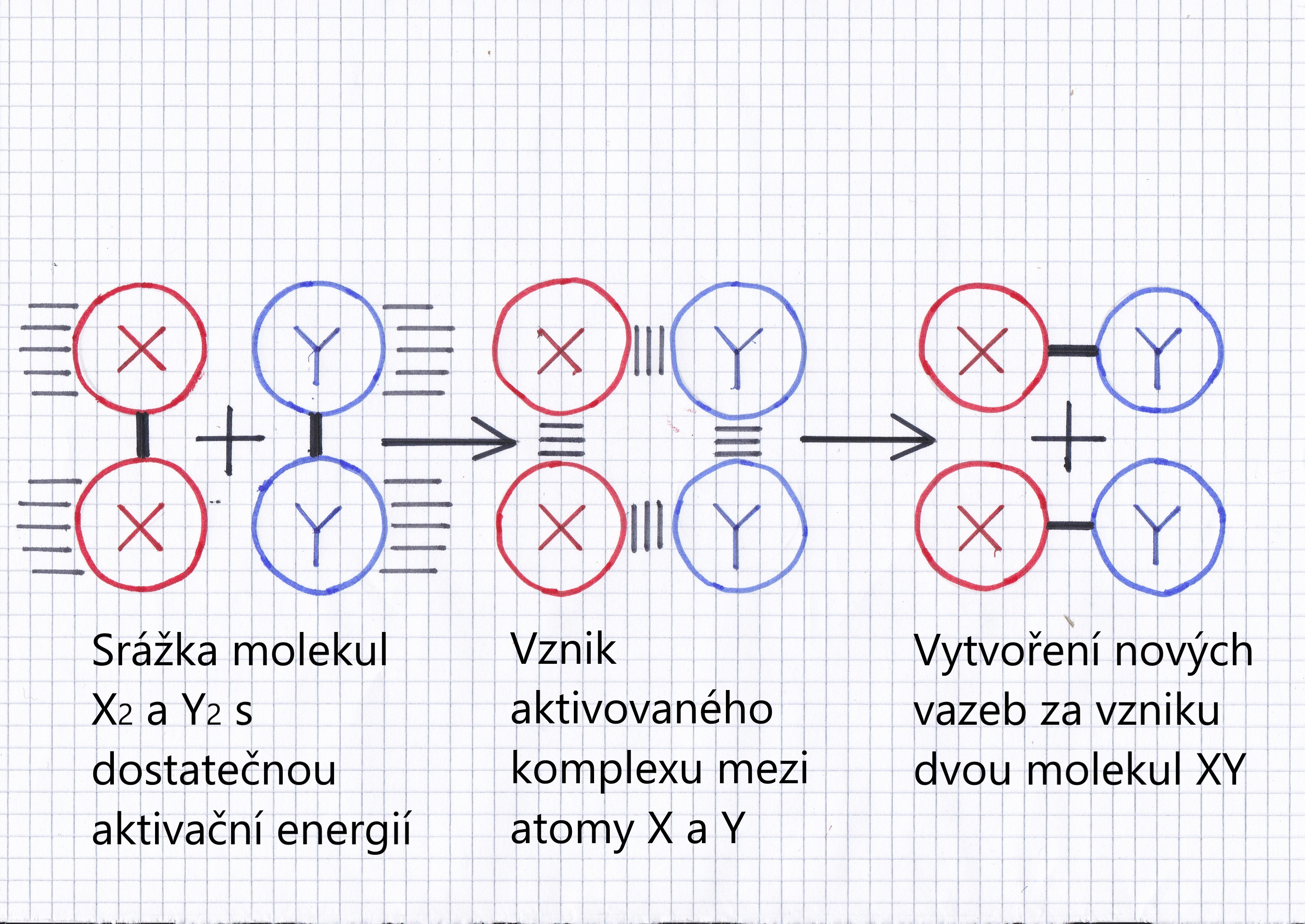
Schéma chemické reakce pro teorii aktivovaného komplexu

Teorie aktivovaného komplexu předpokládá, že po srážce molekul při dostatečné aktivační energii se vytvoří aktivovaný komplex s přechodnými vazbami mezi atomy, který se během reakce rozpadne za vzniku nové molekuly. Na obrázku jsou znázorněny tyto tři fáze chemické reakce.

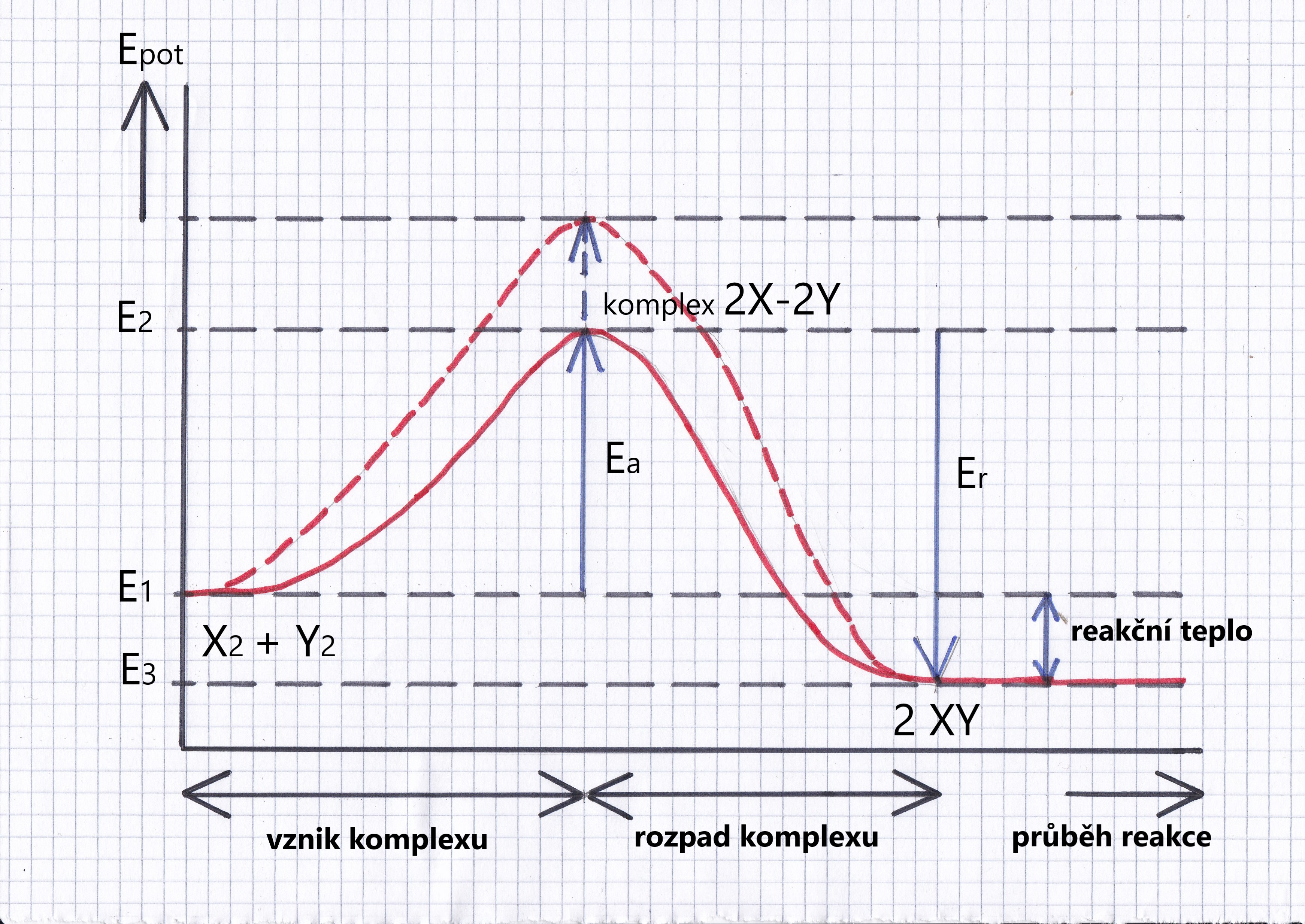
Graf pro teorii aktivovaného komplexu

Graf znázorňuje průběh reakce molekuly X2 s molekulou Y2 za vzniku dvou molekul XY v závislosti na potenciální energii:
- E1 je potenciální energie původní molekuly
- E2 je potenciální bariéra pro rozštěpení molekuly
- E3 je potenciální energie vzniklé molekuly
- Ea je aktivační energie pro vznik aktivovaného komplexu
- Er je energie rozpadu komplexu

Na počátku mají molekuly X2 a Y2 celkovou potenciální energii E1. Jestliže dojde ke srážce a energie molekul překročí potenciální barieru E2, dojde k vytvoření aktivovaného komplexu s přechodnými vazbami. Nejmenší možné množství energie, které je třeba ke vzniku aktivovaného komplexu je aktivační energie Ea. Na rozdíl od teorie aktivních srážek (znázorněno červenou přerušovanou čarou) je aktivační energie pro vznik aktivovaného komplexu nižší, než aktivační energie potřebná k disociaci molekul. Aktivovaný komplex se rozpadne za uvolnění energie rozpadu komplexu Er na dvě molekuly XY. Rozdíl mezi spotřebovanou akční energií a energií rozpadu je reakční teplo ∆H:
∆H = Ea - Er (kJ/mol)